# The Legend of Zelda: A Link to the Past
The Legend of Zelda: A Link to the Past (ゼルダの伝説 神々のトライフォース?, Zeruda no Densetsu: Kamigami no Toraifōsu, lett. ""La leggenda di Zelda: la Triforza degli dei"") è un videogioco di ruolo uscito per il Super Nintendo Entertainment System nel 1991, e successivamente riproposto nel 2003 per Game Boy Advance. È il terzo gioco che narra le avventure di Link e l'unico gioco della serie Zelda uscito per SNES.
Viene considerato uno dei migliori capitoli della serie, e in generale uno dei più grandi videogiochi di tutti i tempi. All'epoca dell'uscita, venne acclamato dalla critica per la grafica e la modalità di gioco, e viene oggi ricordato come uno dei migliori titoli disponibili per Super Nintendo.
Nel 2006 Entertainment Weekly lo definì il miglior videogioco della storia.
La trama di A Link to the Past è incentrata sul personaggio di Link e sulle gesta che esso deve compiere per salvare il regno di Hyrule, sconfiggere Ganon e soccorrere i sette discendenti dei saggi. Il videogioco utilizza una visuale a volo d'uccello, simile all'originale The Legend of Zelda, tralasciando le fasi a scorrimento orrizontale del secondo episodio. A Link to the Past introdusse alcuni elementi che sarebbero divenuti tipici della serie, come il concetto di universo alternativo (è possibile viaggiare tra due dimensioni: il mondo normale e il mondo delle tenebre), la potente Spada Suprema e altre nuove armi e oggetti.
Un seguito di A Link to the Past, intitolato A Link Between Worlds, è stato pubblicato per Nintendo 3DS nel novembre 2013.
Il gioco è stato ripubblicato per Game Boy Advance nel 2003 (data europea) come parte di The Legend of Zelda: A Link to the Past & Four Swords, frutto di una collaborazione tra Nintendo e Capcom. In aggiunta a The Legend of Zelda: A Link to the Past è presente un gioco aggiunto come omaggio: Four Swords, il primo della serie The Legend of Zelda a supportare il multigiocatore locale. 
Il gioco originale è inoltre incluso in tutte le versioni del Nintendo Classic Mini: Super Nintendo Entertainment System.

## Antefatto
Hyrule, luogo chiave di tutti i The Legend of Zelda, è stata creata da tre dee, Nayru (la dea della saggezza), Din (la dea della forza) e Farore (la dea del coraggio), che una volta dato alla luce il mondo, decisero di dare un segno del loro passaggio e del loro sforzo: la Triforza, un oggetto magico che racchiude la forza, il coraggio e la saggezza; esso dona a chi lo possiede poteri inimmaginabili.

Link salva Zelda nel Castello di Hyrule

Per secoli la Triforza veniva venerata nel Tempio del Sole, fino a quando Ganondorf (Ganon, l'antagonista del primo gioco), un ladro che un tempo apparteneva alla razza Gerudo, ruba la preziosa reliquia. Un essere così crudele che possedeva un potere tale era un problema, quindi sette saggi, dotati di straordinari poteri, rinchiusero Ganondorf nelle Lande Dorate, dimensione parallela di Hyrule, dalla quale è impossibile fuggire; tuttavia, Ganondorf conserva la triforza e col suo potere modella le Lande Dorate come sua oscura dimora, tramando un suo ritorno in grande stile.
Lo spirito di Ganon si serve quindi dello stregone maligno Agahnim per rompere il sigillo che lo tiene rinchiuso nel Mondo Oscuro. Agahnim sacrifica i discendenti dei sette saggi compresa Zelda per spezzare il sigillo.

## Trama
Link viene svegliato dalla richiesta di aiuto telepatica della Principessa Zelda, che lo prega di salvarla dalle prigioni del castello di Hyrule in cui è stata rinchiusa dal malvagio stregone Agahnim. Nonostante suo zio gli ordini di rimanere in casa, Link lo segue fino all'entrata segreta del giardino del Castello di Hyrule, dove lo trova ferito mortalmente. Lo zio, poco prima di morire, consegna la spada a Link, insegnandogli l'Attacco Rotante e pregandolo di salvare la principessa. Link entra nel castello e sconfiggendo le guardie, divenute malvagie a causa dell'influsso malvagio dello stregone, libera la principessa e la scorta al Santuario di Hyrule.

Link viene consigliato dagli abitanti del villaggio di parlare con il saggio Sahasrahla che lo porta a conoscenza dell'unica arma in grado di annientare Agahnim, la Spada Suprema; secondo la leggenda solo il prescelto in possesso dei tre amuleti della virtù (Coraggio, Forza e Saggezza) può estrarla dal Piedistallo del Tempo situato nel Bosco Perduto, nello stesso luogo dove secoli prima risiedeva il Santuario del Tempo, ormai decaduto.
Link dovrà quindi viaggiare per tutta Hyrule alla ricerca degli amuleti custoditi dai boss nei dungeon di Hyrule. In possesso della Spada Suprema, Link scopre attraverso un contatto telepatico da Zelda del suo rapimento per mezzo delle guardie soggiogate da Agahnim. Link dovrà irrompere nella parte superiore del castello di Hyrule, prima bloccata da un incantesimo per salvare nuovamente Zelda dalle grinfie dello stregone.

Nonostante l'intervento di Link, Aganhim riesce a sacrificare Zelda e spezzare così il sigillo che bloccava l'accesso al Mondo Oscuro. Durante lo scontro tra Link e Agahnim, questi non viene del tutto sconfitto e fuggendo porta con sé Link nel Mondo Oscuro.

Il Mondo Oscuro rappresenta Hyrule soggiogata dalla malvagità di Ganon, quindi nonostante siano presenti gli stessi luoghi, sono presenti delle differenze su cui si baserà l'intero gameplay del gioco. In questa parte del gioco Link dovrà affrontare i sette boss del Mondo Oscuro, per liberare altrettante fanciulle discendenti dei sette saggi che tempo fa, avevano imprigionato Ganon nella Guerra dell'Imprigionamento, così da poter ottenere da ognuno i diamanti magici necessari ad accedere alla Torre di Ganon.
Link durante l'avventura troverà molti oggetti utili e indispensabili al proseguimento dell'avventura, nonché tuniche e scudi che ridurranno i danni subiti e potenziamenti della spada che gli permetteranno di infliggere danni maggiori ai nemici.
Nella Torre di Ganon, Link si scontrerà per la seconda e ultima volta contro Agahnim dove sarà sconfitto una volta per tutte. Con la morte di Agahnim, Ganon si manifesta in forma di pipistrello e fugge all'interno della piramide del Potere, seguito da Link. All'interno della piramide si svolge l'ultimo combattimento che porterà Link alla vittoria e gli permetterà di ottenere la Triforza. Toccandola, esprime il suo desiderio e il Mondo Oscuro scompare, e in seguito, tra gli avvenimenti, anche lo zio di Link e il re di Hyrule tornano in vita.
Durante le scene finali Link ripone la Spada Suprema nel Piedistallo nascosto nei Boschi Perduti e al termine del gioco si legge la frase «...and the Master Sword sleeps again... Forever!» (...e la Spada Suprema riposa ancora... Per sempre!).

## Modalità di gioco
Il gioco riprende la veste grafica e la visuale a volo d'uccello del primo episodio, eliminando però i piccoli problemi e migliorandolo.
Il gioco è strutturato in dungeon (ambienti chiusi) e oltre le quest (missioni) principali sono presenti un elevato numero di subquest. Il gioco propone la contrapposizione tra mondo della luce e quello dello tenebre, costruiti l'uno a specchio dell'altro che porteranno Link a viaggiare da un mondo all'altro e sfruttare così la diversa morfologia dei due mondi (il primo "verde" e paradisiaco, il secondo grigio e inaridito dal trionfo delle forze del male) per proseguire nella propria missione o anche soltanto per raggiungere degli oggetti in apparenza irraggiungibili.

## Accoglienza
| Testata                           | Versione | Giudizio |
| --------------------------------- | -------- | -------- |
| GameRankings (media al 10-1-2015) | SNES     | 92,87%   |
| GameRankings (media al 10-1-2015) | GBA      | 91,74%   |
| Metacritic (media al 10-1-201)    | -        | 95/100   |
| AllGame                           | -        | 5/5      |
| Electronic Gaming Monthly         | -        | 8,75/10  |
| Famitsū                           | -        | 39/40    |
| GamePro                           | -        | 5/5      |
| GameSpot                          | -        | 9,2/10   |
| IGN                               | -        | 9,7/10   |
| Nintendo Power                    | SNES     | 4,675/5  |
| Nintendo Power                    | GBA      | 4,9/5    |
| Retromagazine World               | -        | 99%      |

Sin dalla sua pubblicazione, The Legend of Zelda: A Link to the Past ha riscosso un enorme successo di pubblico e critica, vendendo oltre 4,61 milioni di copie e ricevendo giudizi estremamente positivi da numerosi siti web e testate giornalistiche. IGN lo ha definito il miglior gioco in assoluto per Super Nintendo e, nel 2005, lo ha posizionato all'undicesimo posto nella lista dei migliori 100 giochi di sempre, mentre i lettori lo hanno collocato al quinto posto. GameFAQs lo ha inserito al quarto posto nella lista dei giochi più votati dagli utenti nel 2005, e Entertainment Weekly lo ha dichiarato il più grande videogioco della storia nel 2006. Famitsū, invece, lo ha classificato al trentunesimo posto nella lista dei 100 giochi favoriti dai suoi lettori.
Electronic Gaming Monthly lo ha incluso al terzo posto nella lista dei 100 migliori videogiochi della storia, premiandolo nel 1992 come miglior seguito dell'anno. GameInformer lo ha collocato al ventitreesimo posto nella sua lista dei migliori videogiochi di sempre, mentre Nintendo Power lo ha inserito nella lista dei 200 migliori videogiochi di tutti i tempi. Nel luglio 2007, i lettori di Edge lo hanno scelto come sesto miglior videogioco della storia, con The Legend of Zelda: Ocarina of Time al primo posto. ScrewAttack lo ha posizionato secondo tra i migliori titoli per Super Nintendo, mentre GamesRadar lo ha definito il terzo miglior videogioco per la console, dietro a Chrono Trigger e Super Metroid.
Nella classifica dei 100 più grandi videogiochi Nintendo redatta da Official Nintendo Magazine, il gioco si è posizionato ottavo. Nel 2009, Game Informer lo ha classificato dodicesimo nella lista dei 200 più grandi videogiochi della storia. Sandy Petersen della rivista Dragon gli ha assegnato il massimo punteggio di cinque stelle su cinque nel 1993. Infine, Nintendo Power lo ha collocato al secondo posto nella sua classifica dei 285 migliori videogiochi di tutti i tempi, mentre Leviathyn lo ha inserito al secondo posto tra i 50 più grandi giochi in assoluto, dietro a Final Fantasy VI.

## Fumetti
Un adattamento a fumetti del videogioco, ad opera del celebre mangaka Shōtarō Ishinomori, fu pubblicato su Nintendo Power e serializzato in 12 numeri a partire dal Gennaio 1992, fino al Dicembre dello stesso anno. Il fumetto fu pubblicato in volume nel 1993. Il fumetto di A Link to the Past si presenta come un libero adattamento dell'originale trama del gioco, con l'aggiunta di alcuni cambiamenti e di personaggi aggiunti.
Altri due adattamenti a fumetti furono pubblicati in Giappone: 
- Un manga di Ataru Cagiva serializzato dal 1995 al 1996 sulla rivista Monthly GFantasy della Enix Corporation, e successivamente raccolto in tre volumi[40].
- Un manga in volume unico di Akira Himekawa (in realtà un duo di fumettiste sotto pseudonimo) del 2005, pubblicato nello stesso periodo della riedizione del gioco per Game Boy Advance[41].

## Four Swords

Confezione originale del videogioco

L'edizione per Game Boy Advance, The Legend of Zelda: A Link to the Past & Four Swords (ゼルダの伝説 神々のトライフォース&4つの剣?, Zeruda no Densetsu: Kamigami no Toraifōsu & Yottsu no Tsurugi), sviluppata da Capcom e pubblicata da Nintendo nel 2002-2003, include anche il nuovo gioco multigiocatore Four Swords.

### Trama
La trama di Four Swords inizia con la principessa Zelda, discendente della principessa di The Minish Cap, che racconta a Link, discendente dell'eroe di The Minish Cap, delle peripezie dei loro antenati tramandate negli anni, mostrandogli la Quadrispada che tiene saldo il sigillo di Vaati, il sigillo si indebolisce e il mago del vento Vaati si libera, cattura Zelda e si rifugia nel suo palazzo del vento. Così tocca a Link, che raccoglie la spada, andare a salvare Zelda quadruplicato a causa del potere della quadrispada. Link allora, viaggia per raccogliere le chiavi, sparse in diversi luoghi, necessarie ad aprire il palazzo del vento. Raccoltele tutte, Link va al Palazzo del Vento, sconfigge e sigilla nuovamente Vaati, liberando Zelda.

### Modalità di gioco
In Four Swords non è presente una modalità single-player ma solo una multi-player in wireless locale, con cui possono giocare da due a quattro giocatori.
Il Link giocatore principale ha una tunica verde, gli altri tre rossa, blu e viola.
I Dungeon sono generati casualmente e sono influenzati dal numero di giocatori: se solo due giocatori sono attivi, il dungeon che viene caricato non ha bisogno degli altri due giocatori per essere completato.
Il gameplay è simile a quello di A Link to the Past, con l'aggiunta del multi-player.
Durante il gioco è possibile trovare molte rupie, e il giocatore che alla fine del dungeon ne ha raccolto il maggior numero vince un premio speciale.

### The Legend of Zelda: Four Swords Anniversary Edition

Logo di Four Swords Anniversary Edition

In occasione del 25º anniversario della serie The Legend of Zelda, il 28 settembre 2011 è stato pubblicato The Legend of Zelda: Four Swords Anniversary Edition, gratuitamente per DSiWare e Nintendo eShop, una versione di Four Swords in cui è presente anche una modalità per giocatore singolo.